# Alfa Romeo C43
Alfa Romeo C43 byl vůz Formule 1 navržený a vyrobený společností Alfa Romeo, který se v sezóně 2023 zúčastnil mistrovství světa Formule 1.
Vůz řídili Valtteri Bottas a Čou Kuan-jü, kteří v týmu zůstali druhým rokem.

## Design a vývoj
Dne 26. srpna 2022 Alfa Romeo oznámila, že na konci roku 2023 opustí Formuli 1, čímž ukončí partnerství se Sauberem, a tím se vůz C43 stane posledním vozem navrženým společností Sauber, který bude označen jako Alfa Romeo. Dne 20. ledna 2023 bylo oznámeno, že vůz C43 bude odhalen 7. února.

## Představení a předsezónní testování
Alfa Romeo odhalila svůj design vozu 7. února 2023 prostřednictvím živého přenosu. Vůz dostal nový červeno-černý nátěr, který představoval odchod loňského hlavního sponzora (Orlen Unipetrol) a vstup globálního digitálního kasina Stake.com, které převzalo roli titulárního sponzora. V zemích, kde je reklama na hazard a sportovní sázení zakázána, a ve videohře F1 23 však byla značka Stake nahrazena streamovací službou Kick. Pokud byli oba sponzoři proti zákonu v nějaké zemi a místo jejich označení ve videohře F1 22 se objevila loga Alfa Romeo. Sponzorství společností Kick bylo poprvé představeno při Grand Prix Austrálie 2023.
Před zahájením sezóny v Bahrajnu byl vůz C43 přidán do videohry F1 22.

## Shrnutí sezóny

### Prvních 10 závodů
Bottas se kvalifikoval na 12. místě při zahájení sezóny v Bahrajnu, zatímco Čou se kvalifikoval na 13. místě. Bottas měl skvělý závod, kde sváděl souboje kolo na kolo s Fernandem Alonsem a Georgem Russellem, což vedlo k 8. místu v cíli, zatímco Čou skončil šestnáctý poté, co ho tým úmyslně poslal do boxů, aby zajel nejrychlejší kolo, které ubralo bod Pierru Gaslymu. Čou se v Džiddě kvalifikoval na 12. místě, zatímco Bottas na 14. místě. V závodě Čou skončil třináctý, zatímco Bottas skončil neuspokojivě na 18. místě se ztrátou jednoho kola.
Kvalifikace na Grand Prix Austrálie byla noční můrou, protože Čou skončil sedmnáctý, zatímco Bottas skončil devatenáctý. Oba vozy měly velkou ztrátu na bodované pozice, ale pozdější červená vlajka jim dala šanci na body. Restart byl chaotický a Čou byl po všech odstoupeních na 10. místě a Bottas na 12. místě, ale Carlos Sainz Jr. dostal penalizaci za zavinění kolize, tím se Čou posunul na 9. místo a získal své první body v sezóně. Penalizace soupeře však Bottasovi body nepřinesla, protože byl klasifikován jako jedenáctý.
Kvalifikace na první sprintový víkend v Baku byla smíšená, když se Čou kvalifikoval do hlavního závodu jako šestnáctý a Bottas jako čtrnáctý, přičemž v první kvalifikaci pro sprint skončil Čou šestnáctý a Bottas sedmnáctý. Čou dokončil sprint na 12. místě a Bottas na 16. místě. Čou byl nucen odstoupit z hlavního závodu kvůli přehřátí, zatímco Bottas skončil poslední osmnáctý s jednokolovou ztrátou.
Čou se kvalifikoval na 14. místě pro Grand Prix Miami, zatímco Bottas se kvalifikoval jako desátý, když se poprvé v sezóně dostal do třetí části kvalifikace. Bottas se v závodě propadl na 13. místo, zatímco Čou skončil šestnáctý. Čou se v Monaku kvalifikoval na 19. místě, zatímco Bottas na 15. místě. Bottas skončil jedenáctý a těsně mu unikly body, zatímco Čou skončil třináctý.
Bottas se kvalifikoval na 16. místě pro Grand Prix Španělska, zatímco Čou se kvalifikoval na 13. místě. Bottas skončil neuspokojivě devatenáctý s jednokolovou ztrátu. Navzdory malému incidentu s Júki Cunodou, kdy ho japonský jezdec vytlačil z trati, skončil Čou devátý a získal své druhé bodované umístění v sezóně. Čou se kvalifikoval jako poslední dvacátý pro Grand Prix Kanady, zatímco Bottas se kvalifikoval na 15. místě. Čou dokončil závod na 16. místě, zatímco Bottas těžil z odstoupení George Russella a skončil desátý, čímž získal další bod od Bahrajnu.
Bottas se kvalifikoval na 14. místě pro Grand Prix Rakouska, zatímco Čou se kvalifikoval na 16. místě. Čou se také kvalifikoval jako šestnáctý do sprintu, zatímco Bottas skončil až na 19. místě. Čou dokončil sprint devatenáctý, zatímco Bottas dokončil kratší závod jako poslední dvacátý. Čou těžil z mnoha penalizací po závodě a skončil na 12. místě v hlavním závodě, zatímco Bottas skončil patnáctý. Bottas se kvalifikoval na 15. místě v Silverstone, ale byl diskvalifikován kvůli nedostatku paliva, což ho poslalo do poslední řady startovního roštu, zatímco Čou se kvalifikoval na 17. místě. Bottas závod dokončil dvanáctý, zatímco Čou skončil patnáctý. Tým zakončil prvních 10 závodů na 9. místě v poháru konstruktérů s 9 body. Bottas byl šestnáctý v šampionátu jezdců s 5 body a Čou na 17. místě se 4 body.

### Od Maďarska po Japonsko

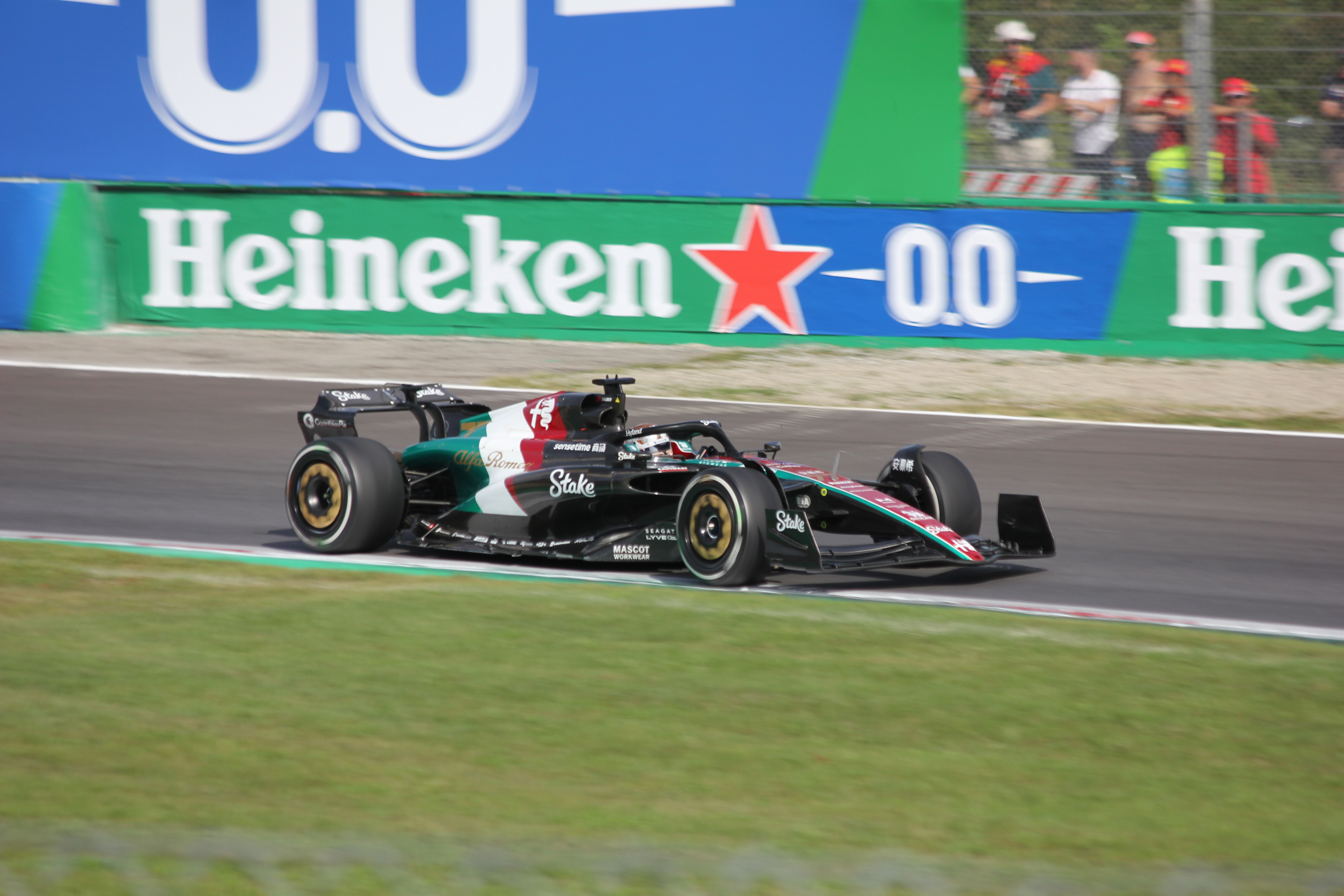
Vůz C43 se speciálním zbarvením v Monze.

Čou se kvalifikoval jako pátý pro Grand Prix Maďarska, což byla jeho nejlepší kvalifikace v kariéře ve Formuli 1, zatímco Bottas se kvalifikoval na 7. místě, což byla první dvojitá účast týmu v třetí části kvalifikace v sezóně. Závod byl však katastrofou, protože Čou špatně odstartoval a při pokusu o nápravu narazil zezadu do Daniela Ricciarda, který ho poslal do Estebana Ocona a ten zasáhl svého týmového kolegu Pierra Gaslyho, čímž oba Alpiny vyřadil ze závodu. To přineslo Čouvovi časovou penalizaci, která ukončila jeho šanci na body a skončil šestnáctý. Bottas skončil na 12. místě ve druhém závodě za sebou.
Čou se kvalifikoval na 16. místě pro Grand Prix Belgie, zatímco Bottas se kvalifikoval na 14. místě. Bottas se kvalifikoval na 17. místě do sprintu, zatímco Čou na 19. místě. Bottas dokončil sprint na 13. místě a Čou na 15. místě. Bottas dokončil hlavní závod jako dvanáctý ve třetím závodě v řadě a Čou o jedno místo za ním na 13. místě. Tým vstoupil do letní přestávky jako devátý v šampionátu konstruktérů stále s 9 body.
V Zandvoortu se Čou kvalifikoval jako šestnáctý, zatímco Bottas se kvalifikoval na 19. místě. Čou později odstoupil ze závodu poté, co tvrdě havaroval v 1. zatáčce, zatímco Bottas skončil čtrnáctý. Bottas se kvalifikoval na 14. místě pro Grand Prix Itálie, zatímco Čou se kvalifikoval na 16. místě. Čou skončil čtrnáctý, zatímco Bottas skončil desátý navzdory kolizi s Loganem Sargeantem, čímž tým získal další bod od Kanady.
Bottas se v Singapuru kvalifikoval na 16. místě, zatímco Čou na 19. místě. Bottas ze závodu odstoupil kvůli přehřátí motoru, zatímco Čou skončil dvanáctý. Bottas a Čou se v Japonsku kvalifikovali na 16. a 19. místě. Bottas odstoupil v 9. kole kvůli poškození způsobenému Loganem Sargeantem, který ho zasáhl v 5. kole. Čou skončil třináctý. Tým opouštěl Japonsko jako devátý v šampionátu s 10 body. Bottas jako patnáctý v šampionátu jezdců se 6 body a Čou jako sedmnáctý se 4 body.

### Od Kataru po Abú Zabí
Bottas se kvalifikoval na 9. místě pro Grand Prix Kataru, zatímco Čou se kvalifikoval jako poslední dvacátý. Bottas se kvalifikoval na 13. místě do sprintu a Čou na 15. místě. Bottas dokončil sprint na 10. místě a Čou na 14. místě. V hlavním závodě oba jezdci těžili z nepovedeného startu Carlose Sainze Jr. a z kolize Lewise Hamiltona a George Russella v 1. zatáčce a mnoha dalších jezdců, kteří se potýkali s extrémním horkem a Bottas a Čou skončili na 8. a 9. místě. To znamenalo první dvojitý bodový zisk týmu od Grand Prix Kanady 2022. Dvojitý bodový zisk posunul tým na 8. místo v poháru konstruktérů se 16 body, 10 bodů pro Bottase a 6 bodů pro Čoua.
Čou se kvalifikoval na 12. místě pro Grand Prix USA a Bottas o jedno místo za ním na 13. místě. Bottas se kvalifikoval do sprintu na 18. místě a Čou na 15. místě. Bottas předjel Čoua a dokončil sprint na 16. místě a Čou se propadl na 17. místo. Bottas dokončil hlavní závod na 14. místě a Čou na 15. místě, ale oba vozy se posunuly o dvě místa, když byli Lewis Hamilton a Charles Leclerc diskvalifikováni za velké opotřebování podlahy, což znamenalo, že Bottas byl klasifikován jako dvanáctý a Čou jako třináctý. Díky 8. místu Júkiho Cunody byla AlphaTauri 6 bodů za týmem v boji o 8. místo v poháru konstruktérů.
Bottas se v Mexiku kvalifikoval jako devátý a Čou jako desátý, což bylo druhé dvojité působení týmu ve třetí části kvalifikace v sezóně. Čou původně vypadl už ve druhé části kvalifikace, ale kolo Alexe Albona bylo smazáno a díky tomu Čou postoupil do třetí části. Závod však byl katastrofou, protože Bottas bojoval o bodované umístění, ale dostal penalizaci za kolizi s Lancem Strollem a kvůli tomu se propadl ze 13. na 15. místo. Čou měl klidný závod a skončil na 14. místě. Daniel Ricciardo skončil sedmý a díky tomu AlphaTauri poskočila před tým na 8. místo v poháru konstruktérů.
Bottas se kvalifikoval na 18. místě pro Grand Prix São Paula, Čou se kvalifikoval na posledním 20. místě. Čou se kvalifikoval na 18. místě pro sprint a Bottas na 14. místě. Čou dokončil sprint na 17. místě a Bottas na 19. místě. V hlavním závodě, kde Charles Leclerc havaroval v zaváděcím kole, Alex Albon a Kevin Magnussen havarovali v 1. zatáčce a oba Mercedesy postrádaly rychlost, měli oba jezdci šanci na body, ale Čou odstoupil pro problémy s motorem a Bottas odstoupil kvůli problémům s hydraulikou. Se speciálním zbarvením pro historicky první Grand Prix Las Vegas se Bottas kvalifikoval osmý a Čou jako osmnáctý. Bottas však utrpěl poškození předního křídla od Fernanda Alonsa, který se před ním roztočil, čímž jeho šance na body skončila a závod dokončil jako sedmnáctý. Čou měl klidný závod a skončil patnáctý.
Bottas se kvalifikoval na 18. místě do posledního závodu sezóny v Abú Zabí a Čou na 19. místě. Bottas celý závod bojoval s Kevinem Magnussenem o poslední místo a oba skončili s jednokolovou ztrátou. Bottas nakonec skončil na 19. místě. Čou skončil sedmnáctý.
Alfa Romeo skončila v sezóně 2023 na 9. místě v poháru konstruktérů se 16 body ve srovnání s 6. místem a 55 body v sezóně 2022. Bottas dosáhl 8. místa v Bahrajnu a Kataru, což znamenalo nejlepší umístění týmu v sezóně. Bottas skončil patnáctý v šampionátu jezdců s 10 body ve srovnání s 10. místem v šampionátu jezdců se 49 body v sezóně 2022. Čou skončil na 18. místě v šampionátu jezdců se 6 body stejně jako v sezóně 2022.
Alfa Romeo opustila Formuli 1 na konci sezóny 2023 a tým se pro sezónu 2024 vrátil k označení Sauber.

## Kompletní výsledky ve Formuli 1
| Legenda k tabulce | Legenda k tabulce                                                                       |
| Barva             | Výsledek                                                                                |
| ----------------- | --------------------------------------------------------------------------------------- |
| Zlatá             | Vítěz                                                                                   |
| Stříbrná          | 2. místo                                                                                |
| Bronzová          | 3. místo                                                                                |
| Zelená            | Bodované umístění                                                                       |
| Modrá             | Nebodované umístění                                                                     |
| Modrá             | Dokončil neklasifikován (NC)                                                            |
| Fialová           | Odstoupil (Ret)                                                                         |
| Červená           | Nekvalifikoval se (DNQ)                                                                 |
| Červená           | Nepředkvalifikoval se (DNPQ)                                                            |
| Černá             | Diskvalifikován (DSQ)                                                                   |
| Bílá              | Nestartoval (DNS)                                                                       |
| Bílá              | Závod zrušen (C)                                                                        |
| Světle modrá      | Pouze trénoval (PO)                                                                     |
| Světle modrá      | Páteční testovací jezdec (TD)                                                           |
| Bez barvy         | Netrénoval (DNP)                                                                        |
| Bez barvy         | Vyřazen (EX)                                                                            |
| Bez barvy         | Nepřijel (DNA)                                                                          |
| Bez barvy         | Odvolal účast (WD)                                                                      |
| Bez barvy         | Nezúčastnil se (prázdné)                                                                |
| Označení          | Význam                                                                                  |
| Tučnost           | Pole position                                                                           |
| Kurzíva           | Nejrychlejší kolo                                                                       |
| †                 | Jezdec nedojel do cíle, ale byl klasifikován, protože odjel více než 90 % délky závodu. |
| ‡                 | Byl udělován poloviční počet bodů, protože bylo odjeto méně než 75 % délky závodu.      |
| Horní index       | Umístění bodujících jezdců ve sprintu                                                   |

| Rok    | Tým                      | Motor          | Pneumatiky | Jezdci          | 1   | 2   | 3   | 4   | 5   | 6   | 7   | 8   | 9   | 10  | 11  | 12  | 13  | 14  | 15  | 16  | 17  | 18  | 19  | 20  | 21  | 22  | Body | Umístění |
| ------ | ------------------------ | -------------- | ---------- | --------------- | --- | --- | --- | --- | --- | --- | --- | --- | --- | --- | --- | --- | --- | --- | --- | --- | --- | --- | --- | --- | --- | --- | ---- | -------- |
| 2023   | Alfa Romeo F1 Team Stake | Ferrari 066/10 | P          |                 | BHR | SAU | AUS | AZE | MIA | MON | ESP | CAN | AUT | GBR | HUN | BEL | NED | ITA | SIN | JPN | QAT | USA | MXC | SAP | LVG | ABU | 16   | 9. místo |
| 2023   | Alfa Romeo F1 Team Stake | Ferrari 066/10 | P          | Valtteri Bottas | 8   | 18  | 11  | 18  | 13  | 11  | 19  | 10  | 15  | 12  | 12  | 12  | 14  | 10  | Ret | Ret | 8   | 12  | 15  | Ret | 17  | 19  | 16   | 9. místo |
| 2023   | Alfa Romeo F1 Team Stake | Ferrari 066/10 | P          | Čou Kuan-jü     | 16  | 13  | 9   | Ret | 16  | 13  | 9   | 16  | 12  | 15  | 16  | 13  | Ret | 14  | 12  | 13  | 9   | 13  | 14  | Ret | 15  | 17  | 16   | 9. místo |
| Zdroj: |                          |                |            |                 |     |     |     |     |     |     |     |     |     |     |     |     |     |     |     |     |     |     |     |     |     |     |      |          |